# AutoNation
AutoNation (NYSE: AN) — крупнейший автодилер в США. Штаб-квартира компании расположена в Форт-Лодердейле, Флорида.

## Деятельность
В компании работают свыше 27 тыс. сотрудников в 257 дилерских точках в 16 штатах. Оборот 2005 года превысил $19 млрд. В рейтинге Fortune 500 2006 года компания заняла 112 место, продав больше автомобилей чем кто-либо ещё. Акции компании входят в расчет индекса S&P 500.